# Nagrody im. Jana Machulskiego
Nagrody im. Jana Machulskiego (w latach 2005–2008: OFFSKAR; w latach 2009–2019: Nagroda Polskiego Kina Niezależnego im. Jana Machulskiego) – doroczna nagroda przyznawana przez specjalnie powoływaną Kapitułę Nagród im. Jana Machulskiego (wcześniej OFFowa Akademia Filmowa). Pomysłodawcami nagród byli magazyn „Cinema” oraz serwis internetowy Filmforum.pl. Pierwsza edycja odbyła się w roku 2005.
Nominacje dla filmów przydziela się przez cały rok na najważniejszych festiwalach kina niezależnego w Polsce. Ceremonia rozdania Nagród im. Jana Machulskiego odbywa się zawsze pod koniec trwania festiwalu CINEMAFORUM – Międzynarodowe Forum Filmów Krótkometrażowych. Uroczystość wręczania Nagród do 2006 roku odbywała się w Kino-teatrze Bajka, od 2007 ma miejsce w warszawskiej „Kinotece” w Pałacu Kultury i Nauki.

## Statuetka
Statuetka została stworzona z aluminium przez Annę Rzeźnik, studentkę wydziału rzeźby warszawskiej Akademii Sztuk Pięknych. Inspiracją dla projektantki była sztuka epoki konstruktywizmu.

## Kategorie
Nagrody im. Jana Machulskiego przyznawane są w 9 kategoriach:
- Najlepszy Film (nagroda w tej kategorii przyznawana jest filmowi wybranemu spośród wszystkich filmów nominowanych)
- Najlepsza Reżyseria
- Najlepszy Scenariusz
- Najlepsze Zdjęcia
- Najlepszy Montaż
- Najlepsza Aktorka
- Najlepszy Aktor
- Najlepszy Film Dokumentalny
- Najlepszy Film Animowany

Czasami przyznawane są nagrody honorowe lub wyróżnienia.

## Festiwale
Nominacje do Nagród Polskiego Kina Niezależnego im. Jana Machulskiego przydzielane są na festiwalach kina niezależnego:
- CINEMAFORUM – Międzynarodowego Forum Filmów Krótkometrażowych,
- Ogólnopolskim Festiwalu Polskiej Animacji O!PLA,
- „Solanin Film Festiwal” w Nowej Soli,
- Międzynarodowym Festiwalu Niezależnych Filmów Wideo „Zoom – Zbliżenia” w Jeleniej Górze,
- Ogólnopolskich Spotkaniach Filmowych „Kameralne Lato” w Radomiu,
- „WAMA Film Festival” w Olsztynie,
- „Gdańsk DocFilm Festival”,
- Festiwalu Filmowym „OFFeliada” w Gnieźnie,
- „OKFA” Ogólnopolski Konkurs Filmów Niezależnych im. Profesora Henryka Kluby.

W historii Nagród im. Jana Machulskiego, nominacje były przyznawane również na:
- Festiwalu Filmów Niezależnych „Kiloff” w Katowicach,
- Festiwalu Kina Offowego „Filmoffo” w Opolu Lubelskim,

## Offowa Akademia Filmowa
Gremium złożone z filmowców, dziennikarzy i producentów wyłania zwycięzców na podstawie nominacji przyznawanych przez niezależne składy jurorskie czołowych polskich festiwali kina niezależnego. W każdym roku jest inny skład akademii.

### Offowa Akademia Filmowa 2005
- Katarzyna Jaworska – dyrektor Toruń Film Festival „Toffi”
- Joanna Rożen – szefowa działu offowego w Kino Polska TV
- Joanna Szczepkowska – aktorka
- Ewa Turczańska – kierownik produkcji (Akson Studio)
- Agnieszka Wlazeł – dyrektor Festiwalu Filmowego „Off/On”
- Rafał Buks – producent telewizyjny (TVN Style/Filmforum.pl)
- Bartek Fukiet – redaktor naczelny Magazynu Filmowego Cinema
- Andrzej Tadeusz Kijowski – dyrektor Domu Kultury Śródmieście
- Alex Kłoś – Gazeta Wyborcza
- Michał Kwieciński – reżyser filmowy, producent
- Jan Machulski – aktor, reżyser
- Piotr Majdrowicz – prezes Filmforum.pl
- Marek Oleksy – dyrektor artystyczny „Zoom-Zbliżenia”
- Mateusz Piekut – montażysta telewizyjny (Szwecja)
- Mateusz Rogala – montażysta telewizyjny
- Andrzej Sołtysik – rzecznik stacji TVN
- Andrzej Wolf – operator filmowy

### Offowa Akademia Filmowa 2006
- Joanna Szczepkowska – aktorka
- Katarzyna Jaworska – dyrektor Toruń Film Festival „Toffi”
- Monika Barwicka – Magazyn Filmowy Cinema
- Joanna Rożen-Wojciechowska – Kino Polska TV
- Rafał Buks – producent telewizyjny
- Mateusz Damięcki – aktor
- Maciej Migas – reżyser
- Marek Oleksy – dyrektor artystyczny Festiwalu „Zoom-Zbliżenia”
- Andrzej Wolf – operator filmowy
- Artur Wyrzykowski – dyrektor Festiwalu Młodego Kina Skoffka

### Offowa Akademia Filmowa 2007
- Ryszard Bugajski – reżyser
- Jakub Duszyński – dyrektor artystyczny Gutek Film
- Łukasz Figielski – redaktor naczelny miesięcznika Aktivist
- Marcin Kamiński – redaktor naczelny serwisu filmweb.pl
- Krzysztof Spór – redaktor naczelny serwisu stopklatka.pl
- Maciej Ślesicki – reżyser i producent
- Kamil Śmiałkowski – dziennikarz filmowy
- Konrad Wągrowski – redaktor naczelny serwisu Esensja.pl
- Andrzej Wolf – operator filmowy
- Bartek Fukiet – sekretarz Offowej Akademii Filmowej

### Offowa Akademia Filmowa 2008
- Rafał Buks – producent filmowy
- Jacek Cegiełka – prezes Fundacji „Kino”
- Katarzyna Jaworska – dyrektor Toruń Film Festival Tofifest
- Michał Konca – dyrektor Europejskiego Festiwalu Młodego Kina
- Maria Pudłowska – producent filmowy
- Krzysztof Spór – redaktor naczelny serwisu Stopklatka.pl
- Tomasz Szafrański – reżyser
- Kamil Śmiałkowski – dziennikarz filmowy
- Andrzej Wolf – operator filmowy

### Offowa Akademia Filmowa 2009
- Rafał Buks – producent filmowy
- Andrzej Wolf – operator filmowy
- Krzysztof Spór – redaktor naczelny serwisu Stopklatka.pl
- Rafał Listopad – montażysta filmowy
- Michał Grosiak – dyrektor festiwalu Ogólnopolskich Spotkań Filmowych Kameralne Lato
- Michał Paluektau – Against Gravity – koordynator Festiwalu Planete Doc Review

### Offowa Akademia Filmowa 2010
- Katarzyna Rosłaniec – reżyser filmowy
- Wojciech Wójcik – reżyser filmowy i telewizyjny, scenarzysta
- Marek Brodzki – reżyser filmowy i telewizyjny
- Robert Wichrowski – reżyser i scenarzysta
- Krzysztof Spór – redaktor naczelny serwisu Stopklatka.pl

### Offowa Akademia Filmowa 2011
- Andrzej Wolf – operator filmowy i telewizyjny
- Krzysztof Spór – redaktor naczelny serwisu Stopklatka.pl
- Rafał Buks – producent filmowy
- Rafał Listopad – montażysta
- Andrzej Mastalerz – aktor teatralny i filmowy
- Piotr Matwiejczyk – niezależny reżyser, scenarzysta i producent

### Offowa Akademia Filmowa 2012
- Agnieszka Kruk – scenarzystka
- Marcin KOT Bastkowski – montażysta filmowy
- Kuba Czekaj – reżyser i scenarzysta
- Jarosław Kupść – reżyser i scenarzysta
- Krzysztof Spór – redaktor naczelny serwisu Stopklatka.pl

### Offowa Akademia Filmowa 2013
- Maria Niklińska – aktorka
- Marcin Kot Bastkowski – montażysta filmowy
- Rafael Lewandowski – reżyser, scenarzysta
- Wojciech Solarz – aktor
- Krzysztof Spór – dziennikarz filmowy

### Offowa Akademia Filmowa 2014
- Anna Wróblewska – dziennikarz, wykładowca akademicki
- Marcin Adamczak – filmoznawca, dziennikarz
- Rafał Listopad – montażysta
- Wojciech Solarz – aktor
- Adrian Panek – reżyser, scenarzysta
- Andrzej Wolf – operator filmowy

Źródło

### Offowa Akademia Filmowa 2015
- Anna Osmólska-Mętrak – dziennikarka, publicystka, wykładowca akademicki
- Kuba Czekaj – reżyser, scenarzysta
- Cezary Harasimowicz – scenarzysta, aktor
- Rafał Listopad – montażysta filmowy
- Andrzej Wolf – autor zdjęć filmowych

Źródło

### Offowa Akademia Filmowa 2016
- Anna Wróblewska – wykładowca akademicki, dziennikarz
- Kuba Armata – dziennikarz filmowy
- Rafał Listopad – montażysta filmowy
- Michał Marczak – reżyser, scenarzysta
- Wojciech Solarz – aktor

Źródło

### Offowa Akademia Filmowa 2017
- Barbara Białowąs – reżyserka, scenarzystka
- Anna Próchniak – aktorka
- Bartosz M. Kowalski – reżyser, scenarzysta
- Wojciech Solarz – aktor, reżyser

Źródło

### Offowa Akademia Filmowa 2018
- Natalia Grzegorzek – producentka filmowa
- Anna Wróblewska – wykładowca akademicki, publicystka, dziennikarka, menedżer kultury
- Grzegorz Fortuna – krytyk, dystrybutor filmowy
- Rafał Listopad – montażysta filmowy
- Krzysztof Spór – dziennikarz, promotor i animator kultury filmowej

Źródło

### OFFowa Akademia Filmowa 2019
- Agnieszka Glińska – montażystka filmowa
- Agata Szymańska – producentka filmowa
- Anna Zamecka – reżyserka, scenarzystka i producentka filmowa
- Łukasz Adamski – krytyk filmowy i publicysta

### Skład Kapituły Nagród im. Jana Machulskiego w roku 2020
- Arkadiusz Tomiak – autor zdjęć
- Krzysztof Szuster – aktor filmowy i teatralny, reżyser teatralny, Prezes Związku Artystów Scen Polskich ZASP
- Barbara Białowąs – reżyserka i scenarzystka
- dr Łukasz Jasina – historyk i filmoznawca
- Emi Buchwald – reżyserka i scenarzystka
- Marta Prus – reżyserka i scenarzystka

### Skład Kapituły Nagród im. Jana Machulskiego w roku 2021
- Katarzyna Klimkiewicz – reżyserka i scenarzystka
- Gabriela Muskała – aktorka, dramatopisarka i scenarzystka
- Piotr Dylewski – reżyser i scenarzysta
- Michał Rytel-Przełomiec – autor zdjęć filmowych
- Maciej Makowski – aktor

Źródło

### Skład Kapituły Nagród im. Jana Machulskiego w roku 2022
- Magdalena Koleśnik – aktorka teatralna i filmowa
- Rafał Listopad – montażysta filmowy
- Maciej Makowski – aktor filmowy i teatralny, członek zarządu głównego Związku Artystów Scen Polskich ZASP
- Grzegorz Milczarczyk – aktor filmowy, telewizyjny i teatralny, reżyser, wokalista, pedagog
- Jagoda Szelc – reżyserka i scenarzystka
- Arkadiusz Tomiak – autor zdjęć filmowych

Źródło

## Laureaci i nominowani

### Offskary 2005
| Kategoria               | Dla                                              | Za                                                               |
| ----------------------- | ------------------------------------------------ | ---------------------------------------------------------------- |
| Najlepszy film          | Daniel Wawrzyniak                                | Wilgoć                                                           |
| Najlepszy film          | Dominik Matwiejczyk                              | Krew z nosa                                                      |
| Najlepszy film          | Filip Marczewski                                 | Cyrano                                                           |
| Najlepszy film          | Jarosław Sztandera                               | Po cud                                                           |
| Najlepsza reżyseria     | Tomasz Gajewski                                  | ISBN                                                             |
| Najlepsza reżyseria     | Dominik Matwiejczyk                              | Krew z nosa                                                      |
| Najlepsza reżyseria     | Marek Cichy                                      | Druga Strona Cienia                                              |
| Najlepsza reżyseria     | Paweł Czarzasty                                  | Załoga G                                                         |
| Najlepszy scenariusz    | Tomasz Gajewski                                  | ISBN                                                             |
| Najlepszy scenariusz    | Dominik Matwiejczyk                              | Krew z nosa                                                      |
| Najlepszy scenariusz    | Bartosz Kurowski, Filip Marczewski               | Cyrano                                                           |
| Najlepszy scenariusz    | Dominik Matwiejczyk                              | Autononstop                                                      |
| Najlepsze zdjęcia       | Daniel Wawrzyniak                                | Wilgoć                                                           |
| Najlepsze zdjęcia       | Krzysztof Gawałkiewicz                           | Intelekt Kollapse                                                |
| Najlepsze zdjęcia       | Marcin Czajkowski, Michał Gutowski               | Druga Strona Cienia                                              |
| Najlepsze zdjęcia       | Szymon Lenkowski                                 | Bieda-Ziemia                                                     |
| Najlepszy montaż        | Mathias Mezler, Robert Kuźniewski, Filip Jańczak | Freshman                                                         |
| Najlepszy montaż        | Mathias Mezler                                   | Ty nie żyjesz                                                    |
| Najlepszy montaż        | Zespół Filmowy „Defekt Masy”                     | 5 Ciastek                                                        |
| Najlepszy montaż        | Michał Gutowski                                  | Druga Strona Cienia                                              |
| Najlepszy aktor/aktorka | Tomasz Klimczewski                               | Pan z chrypką                                                    |
| Najlepszy aktor/aktorka | Bodo Kox                                         | Krew z nosa                                                      |
| Najlepszy aktor/aktorka | Maciej Marczewski                                | Cyrano                                                           |
| Najlepszy aktor/aktorka | Radek Fijołek                                    | Autononstop                                                      |
| Najlepszy aktor/aktorka | Anna Przybyszewska                               | Załoga G                                                         |
| Honorowy Offskar        | Jan Machulski                                    | za całokształt działalności na rzecz Polskiego Kina Niezależnego |
| Honorowy Offskar        | Rafał Buks                                       | za całokształt działalności na rzecz Polskiego Kina Niezależnego |

### Offskary 2006
| Kategoria            | Dla                                | Za                                                               |
| -------------------- | ---------------------------------- | ---------------------------------------------------------------- |
| Najlepszy film       | Bodo Kox                           | Marco P. i złodzieje rowerów                                     |
| Najlepszy film       | Michał Poniedzielski               | Film, że mucha nie siada                                         |
| Najlepszy film       | Dominik Matwiejczyk                | Ugór                                                             |
| Najlepszy film       | Robert Wrzosek                     | Stacja Mirsk                                                     |
| Najlepszy film       | Waldemar Grzesik                   | Brat czeka na końcu drogi                                        |
| Najlepszy film       | Tomasz Porębski                    | Smutne życie Szymona T.                                          |
| Najlepsza reżyseria  | Bodo Kox                           | Marco P. i złodzieje rowerów                                     |
| Najlepsza reżyseria  | Jacek Szymczak                     | Kobieta twoja                                                    |
| Najlepsza reżyseria  | Filip Marczewski                   | Melodramat                                                       |
| Najlepsza reżyseria  | Marcin Sauter                      | Za płotem                                                        |
| Najlepsza reżyseria  | Marzena Więcek                     | Poczekalnia                                                      |
| Najlepsza reżyseria  | Mathias Mezler                     | Uciec stąd                                                       |
| Najlepszy scenariusz | Abelard Giza                       | Towar                                                            |
| Najlepszy scenariusz | Jakub Kossakowski                  | Goliat                                                           |
| Najlepszy scenariusz | Tomasz Porębski                    | Smutne życie Szymona T.                                          |
| Najlepsze zdjęcia    | Tomasz Jeziorski                   | Przesyłka                                                        |
| Najlepsze zdjęcia    | Jacek Podgórski                    | Święto latawców                                                  |
| Najlepsze zdjęcia    | Remigiusz Przełożny                | Nie ma takiego numeru                                            |
| Najlepsze zdjęcia    | Michał Gutowski, Marcin Czajkowski | Stadium                                                          |
| Najlepszy montaż     | Grzegorz Lipiec                    | Dzień, w którym umrę                                             |
| Najlepszy montaż     | Maciej Kaczmarek                   | Wyprawa po leczo                                                 |
| Najlepszy montaż     | Remigiusz Poznański                | Marco P. i złodzieje rowerów                                     |
| Najlepszy montaż     | Michał Giorew                      | Towar                                                            |
| Najlepsza aktorka    | Milka van der Milś                 | Tylko jedna noc                                                  |
| Najlepsza aktorka    | Brygida Turowska-Szymczak          | Kobieta twoja                                                    |
| Najlepsza aktorka    | Agnieszka Ćwik                     | Nie ma takiego numeru                                            |
| Najlepsza aktorka    | Aleksandra Ząb                     | Emilia                                                           |
| Najlepsza aktorka    | Anna Majorek                       | Poczekalnia                                                      |
| Najlepsza aktorka    | Luiza Banach                       | Uciec stąd                                                       |
| Najlepszy aktor      | Grzegorz Wojdon                    | Marco P. i złodzieje rowerów                                     |
| Najlepszy aktor      | Wojciech Mecwaldowski              | Dresiarskie walentynki                                           |
| Najlepszy aktor      | Bodo Kox                           | Ugór                                                             |
| Najlepszy aktor      | Robert Wrzosek                     | Stacja Mirsk                                                     |
| Najlepszy aktor      | Mirosław Kalinowski                | Brat czeka na końcu drogi                                        |
| Najlepszy aktor      | Mathias Mezler                     | Uciec stąd                                                       |
| Nagrody specjalne    | Michał Poniedzielski               | Film, że mucha nie siada                                         |
| Nagrody specjalne    | Regina Grudzień                    | za kreację aktorską w filmie Ugór                                |
| Honorowy Offskar     | Andrzej Wolf                       | za całokształt działalności na rzecz Polskiego Kina Niezależnego |

### Offskary 2007
| Kategoria                   | Dla                                  | Za                                            |
| --------------------------- | ------------------------------------ | --------------------------------------------- |
| Najlepszy film              | Wojciech Kasperski                   | Miasto ucieczki                               |
| Najlepszy film              | Michał Biliński                      | Teraz Polska                                  |
| Najlepszy film              | Norah Mcgettingan                    | Pieśń dla Rebeki                              |
| Najlepszy film              | Dariusz Nojman                       | Studia upadku                                 |
| Najlepszy film              | Agnieszka Smoczyńska                 | 3 love                                        |
| Najlepsza reżyseria         | Wojciech Kasperski                   | Miasto ucieczki                               |
| Najlepsza reżyseria         | Michał Biliński                      | Teraz Polska                                  |
| Najlepsza reżyseria         | Benjamin Szwed                       | Zdjęcie                                       |
| Najlepsza reżyseria         | Agnieszka Smoczyńska                 | 3 love                                        |
| Najlepsza reżyseria         | Barbara Białowąs                     | Landryneczka                                  |
| Najlepszy scenariusz        | Karolina Bielawska                   | Koniec lata                                   |
| Najlepszy scenariusz        | Hubert Gotkowski, Piotr Gibowicz     | Manna                                         |
| Najlepszy scenariusz        | Piotr Matwiejczyk                    | Wstyd                                         |
| Najlepszy scenariusz        | Dariusz Nojman                       | Studia upadku                                 |
| Najlepszy scenariusz        | Agnieszka Smoczyńska, Robert Bolesto | 3 love                                        |
| Najlepsze zdjęcia           | Marcin Konopka                       | Swoimi słowami                                |
| Najlepsze zdjęcia           | Michał Biliński                      | Teraz Polska                                  |
| Najlepsze zdjęcia           | Maciej Majchrzak                     | Pętla                                         |
| Najlepsze zdjęcia           | Benjamin Szwed                       | Zdjęcie                                       |
| Najlepsze zdjęcia           | Kamil Płocki                         | 3 love                                        |
| Najlepsze zdjęcia           | Aleksander Duraj                     | Wszystko według planu                         |
| Najlepszy montaż            | Grzegorz Korczak, Piotr Ryczko       | Poza ciszą                                    |
| Najlepszy montaż            | Michał Biliński                      | Teraz Polska                                  |
| Najlepszy montaż            | Michał Żytkowski                     | Pętla                                         |
| Najlepszy montaż            | Benjamin Szwed                       | Zdjęcie                                       |
| Najlepszy montaż            | Jacek Szymański                      | Biegiem                                       |
| Najlepsza aktorka           | Sylwia Juszczak                      | Swoimi słowami                                |
| Najlepsza aktorka           | Marta Chodorowska                    | Emilka płacze                                 |
| Najlepsza aktorka           | Magdalena Woźniak                    | Sobowtór                                      |
| Najlepsza aktorka           | Roma Gąsiorowska                     | 3 love                                        |
| Najlepsza aktorka           | Sylwia Gliwa                         | Terytorium                                    |
| Najlepszy aktor             | Eryk Lubos                           | Miasto ucieczki                               |
| Najlepszy aktor             | Marcin Kabaj                         | Manna                                         |
| Najlepszy aktor             | Borys Szyc                           | Kochajmy się                                  |
| Najlepszy aktor             | Paweł Pindur                         | Studia upadku                                 |
| Najlepszy aktor             | Piotr Głowacki                       | Stypa                                         |
| Najlepszy aktor             | Łukasz Mechnicki                     | Wszystko według planu                         |
| Najlepszy film dokumentalny | Paweł Popko                          | Ku..ku.. kułcze jajo                          |
| Najlepszy film dokumentalny | grupa filmowa „Fabryczna Art”        | Chasing the Acids – w pogoni za Acid Drinkers |
| Najlepszy film dokumentalny | Ewan Joness Moris, Andrzej Wójcik    | Brand New World                               |
| Najlepszy film dokumentalny | Anna Maszczyńska                     | Jadę do Ciebie, Agnieszko                     |

### Offskary 2008
| Kategoria                   | Dla                              | Za                     |
| --------------------------- | -------------------------------- | ---------------------- |
| Najlepszy film              | Dominik Matwiejczyk              | Rzeźnia nr 1           |
| Najlepszy film              | Bartosz Konopka                  | Trójka do wzięcia      |
| Najlepszy film              | Anna Kazejak-Dawid               | Kilka prostych słów    |
| Najlepsza reżyseria         | Dominik Matwiejczyk              | Rzeźnia nr 1           |
| Najlepsza reżyseria         | Rafał Skalski                    | 52 procent             |
| Najlepsza reżyseria         | Piotr Ryczko                     | Mila                   |
| Najlepsza reżyseria         | Anna Kazejak-Dawid               | Kilka prostych słów    |
| Najlepsza reżyseria         | Jan Wagner                       | Porno                  |
| Najlepsza reżyseria         | Maciej Buchwald                  | Nie ma o czym milczeć  |
| Najlepszy scenariusz        | Mateusz Rakowicz, Paweł Zarzycki | Latarnik               |
| Najlepszy scenariusz        | Marcin Koźliński                 | Dziura                 |
| Najlepszy scenariusz        | Katarzyna Rosłaniec              | Galerianki             |
| Najlepszy scenariusz        | Piotr Borkowski, Bartosz Konopka | Trójka do wzięcia      |
| Najlepszy scenariusz        | Filip Rudnicki                   | Zazdrość               |
| Najlepszy scenariusz        | Maciej Buchwald                  | Nie ma o czym milczeć  |
| Najlepsze zdjęcia           | Tomasz Augustynek                | Cold Kenya             |
| Najlepsze zdjęcia           | Jakub Giza                       | 52 procent             |
| Najlepsze zdjęcia           | Kacper Fertacz                   | Lunatycy               |
| Najlepsze zdjęcia           | Łukasz Żal                       | Mistrz świata          |
| Najlepsze zdjęcia           | Tomasz Gajewski                  | Nie ma o czym milczeć  |
| Najlepszy montaż            | Filip Grudziel                   | Bywa za późno          |
| Najlepszy montaż            | Jarosław Danielski               | Dziura                 |
| Najlepszy montaż            | Jacek Chamot                     | Nie panikuj!           |
| Najlepszy montaż            | Rafał Listopad                   | Trójka do wzięcia      |
| Najlepszy montaż            | Mathias Mezler                   | Wszystko, co najlepsze |
| Najlepsza aktorka           | Magdalena Kielar                 | Rzeźnia nr 1           |
| Najlepsza aktorka           | Agata Kulesza                    | Kilka prostych słów    |
| Najlepsza aktorka           | Magdalena Ciurzyńska             | Galerianki             |
| Najlepsza aktorka           | Agata Fierek                     | Wszystko, co najlepsze |
| Najlepszy aktor             | Krzysztof Zych                   | Rzeźnia nr 1           |
| Najlepszy aktor             | Janusz Chabior                   | Kilka prostych słów    |
| Najlepszy aktor             | Sylwester Jakimow                | Kilka prostych słów    |
| Najlepszy aktor             | Marcin Dorociński                | Nie panikuj!           |
| Najlepszy aktor             | Maciej Wizner                    | Zazdrość               |
| Najlepszy aktor             | Maciej Buchwald                  | Nie ma o czym milczeć  |
| Najlepszy film dokumentalny | Dariusz Gackowski                | Do naprawy             |
| Najlepszy film dokumentalny | Rafał Skalski                    | 52 procent             |
| Najlepszy film dokumentalny | Marek Kossowiec                  | Dom Kultury            |
| Najlepszy film dokumentalny | Jakub Stożek                     | Wszystko się ułóży     |
| Najlepszy film dokumentalny | Ben Talar                        | Kraków po latynosku    |

### NPKN 2009
| Kategoria                   | Dla                                  | Za                        |
| --------------------------- | ------------------------------------ | ------------------------- |
| Najlepszy film              | Tomasz Zasada, Mateusz Jemioł        | Dla ciebie i ognia        |
| Najlepsza reżyseria         | Tomasz Karpowicz                     | Manfred Tryb              |
| Najlepsza reżyseria         | Tomasz Zasada, Mateusz Jemioł        | Dla ciebie i ognia        |
| Najlepsza reżyseria         | Aleksandra Ząb                       | Raz, dwa, trzy            |
| Najlepsza reżyseria         | Leiv Igor Devold                     | Falstart                  |
| Najlepsza reżyseria         | Przemysław Filipowicz                | Pięknie jest żyć          |
| Najlepsza reżyseria         | Maciej Buchwald                      | Nie ma o czym milczeć     |
| Najlepsza reżyseria         | Jan P. Matuszyński                   | Myjnia                    |
| Najlepszy scenariusz        | Jan P. Matuszyński                   | Myjnia                    |
| Najlepszy scenariusz        | Tomasz Zasada, Mateusz Jemioł        | Dla ciebie i ognia        |
| Najlepszy scenariusz        | Piotr Matwiejczyk                    | Cukierek                  |
| Najlepszy scenariusz        | Piotr Kofta, Małgorzata Kozera       | Nocna zmiana              |
| Najlepszy scenariusz        | Łukasz Bursa                         | Poddasze                  |
| Najlepsze zdjęcia           | Tomasz Woźniczka                     | Za horyzont               |
| Najlepsze zdjęcia           | Tomasz Zasada                        | Dla ciebie i ognia        |
| Najlepsze zdjęcia           | Tomasz Michałowski                   | Solo                      |
| Najlepsze zdjęcia           | Radosław Ładczuk                     | Falstart                  |
| Najlepsze zdjęcia           | Weronika Bilska                      | Raz, dwa, trzy            |
| Najlepszy montaż            | Wojciech Włodarski                   | Pan much                  |
| Najlepszy montaż            | Mateusz Jemioł                       | Dla ciebie i ognia        |
| Najlepszy montaż            | Marcin „Kot” Bastkowski              | Solo                      |
| Najlepszy montaż            | Marcin Maziarzewski, Weronika Bilska | Raz, dwa, trzy            |
| Najlepszy montaż            | Lech Molski                          | Tysiąc zakazanych krzaków |
| Najlepszy montaż            | Przemysław Filipowicz                | Pięknie jest żyć          |
| Najlepsza aktorka           | Gabriela Muskała                     | Aria Diva                 |
| Najlepsza aktorka           | Blanka Kaczorowska                   | Raz, dwa, trzy            |
| Najlepsza aktorka           | Katarzyna Maria Zielińska            | Jasna strona              |
| Najlepsza aktorka           | Anna Nykowska                        | Nocna zmiana              |
| Najlepszy aktor             | Dobromir Dymecki                     | Żeby nie było niczego     |
| Najlepszy aktor             | Michał Chołka                        | Dla ciebie i ognia        |
| Najlepszy aktor             | Krzysztof Czeczot                    | Za horyzont               |
| Najlepszy aktor             | Piotr Mokrzycki                      | Głosy wojny               |
| Najlepszy aktor             | Arek Detmer                          | Nocna zmiana              |
| Najlepszy aktor             | Marcin Sztabiński                    | Falstart                  |
| Najlepszy film dokumentalny | Jacek Szymczak                       | Pod ciśnieniem            |
| Najlepszy film dokumentalny | Andrzej Mańkowski                    | Lekcja muzyki             |
| Najlepszy film dokumentalny | Natalia Kostenko                     | Laleczka                  |
| Najlepszy film dokumentalny | Przemysław Filipowicz                | Pięknie jest żyć          |
| Najlepszy film dokumentalny | Marek Sojka                          | Pod innym niebem          |

### NPKN 2010
| Kategoria                   | Dla                                     | Za                                  |
| --------------------------- | --------------------------------------- | ----------------------------------- |
| Najlepszy film              | Aleksandra Gowin, Ireneusz Grzyb        | Druciki                             |
| Najlepsza reżyseria         | Anna Jurkiewicz, Andrzej Ellert         | Bug’s Race                          |
| Najlepsza reżyseria         | Jarosław Sztandera                      | Luksus                              |
| Najlepsza reżyseria         | Grzegorz Muskała                        | Mein Vater Schlaft                  |
| Najlepsza reżyseria         | Tomasz Suski                            | All secrets – 2 nominacje           |
| Najlepszy scenariusz        | Dawid Kowalewicz, Krzysztof Jankowski   | Ego                                 |
| Najlepszy scenariusz        | Anna Jurkiewicz, Andrzej Ellert         | Bug’s Race                          |
| Najlepszy scenariusz        | Barbara Białowąs                        | Moja nowa droga                     |
| Najlepszy scenariusz        | Tomasz Suski, Hugh Farrell, Andrew Kerr | All secrets                         |
| Najlepszy scenariusz        | Jan Kwieciński                          | Incydent                            |
| Najlepsze zdjęcia           | Andrzej Wolf                            | Czego nikt nie wie                  |
| Najlepsze zdjęcia           | Malte Rosenfeld                         | Druciki                             |
| Najlepsze zdjęcia           | Krzysztof Gawałkiewicz, Piotr Materna   | 8 w poziomie                        |
| Najlepsze zdjęcia           | Michał Dąbal                            | Pralnia                             |
| Najlepsze zdjęcia           | Konstanty Kulik, Tomasz Kozik           | W poszukiwaniu legendy              |
| Najlepsze zdjęcia           | Tomasz Suski                            | All secrets                         |
| Najlepszy montaż            | Michał Dąbal                            | Pralnia                             |
| Najlepszy montaż            | Michał Zakrocki                         | Pętla                               |
| Najlepszy montaż            | Grzegorz Lipiec                         | 8 w poziomie                        |
| Najlepszy montaż            | Zbigniew Niciński,                      | Babcia wyjeżdża                     |
| Najlepszy montaż            | Krzysztof Jankowski, Michał Gutowski    | Ego                                 |
| Najlepszy montaż            | Grzegorz Gołdowski                      | Szpulkowo-taśmowy                   |
| Najlepsza aktorka           | Aleksandra Bednarz                      | Druciki                             |
| Najlepsza aktorka           | Roma Gąsiorowska                        | Moja nowa droga, Wiem kto to zrobił |
| Najlepsza aktorka           | Kornelia Angowska                       | Filiżanki Yoko Ono                  |
| Najlepsza aktorka           | Maria Niklińska                         | Czarny                              |
| Najlepsza aktorka           | Shakti Edwards                          | All secrets                         |
| Najlepszy aktor             | Marcin Kabaj                            | Konsumenci                          |
| Najlepszy aktor             | Miłogost Reczek                         | Wstyd                               |
| Najlepszy aktor             | Michał Sitarski                         | Moja nowa droga                     |
| Najlepszy aktor             | Mateusz Damięcki                        | Czarny                              |
| Najlepszy aktor             | Adam Uryniak                            | 8% z niczego                        |
| Najlepszy film dokumentalny | Bartosz Kruhlik                         | Jutro...                            |
| Najlepszy film dokumentalny | Marek Kosowiec                          | Droga do szołbiznesu                |
| Najlepszy film dokumentalny | Marcin Filipowicz                       | 7109KM                              |
| Najlepszy film dokumentalny | Konstanty Kulik                         | W poszukiwaniu legendy              |
| Najlepszy film dokumentalny | Dominik Krawczyk                        | Boisko                              |
| Najlepszy film animowany    | Anna Jurkiewicz, Andrzej Ellert         | Bug’s Race                          |
| Najlepszy film animowany    | Paweł Dębski                            | Zupełnie inna historia              |
| Najlepszy film animowany    | Monika Kuczyniecka                      | Ucieczka                            |
| Najlepszy film animowany    | Tomasz Popakul                          | 1000 wiader wody                    |

### NPKN 2011
| Kategoria                   | Dla                                   | Za                                                               |
| --------------------------- | ------------------------------------- | ---------------------------------------------------------------- |
| Najlepszy film              | Kuba Czekaj                           | Twist&Blood                                                      |
| Najlepsza reżyseria         | Marcin Maziarzewski                   | Brzydkie słowa                                                   |
| Najlepsza reżyseria         | Paweł Jóźwiak-Rodan                   | Osiem9                                                           |
| Najlepsza reżyseria         | Bartosz Warwas                        | MC. Człowiek z winylu                                            |
| Najlepsza reżyseria         | Tomasz Matuszczak                     | Ogrodzenie                                                       |
| Najlepsza reżyseria         | Krzysztof Szot                        | Wyłączność                                                       |
| Najlepsza reżyseria         | Kuba Czekaj                           | Ciemnego pokoju nie trzeba się bać, Twist&Blood                  |
| Najlepszy scenariusz        | Kuba Czekaj                           | Ciemnego pokoju nie trzeba się bać -2 nominacje                  |
| Najlepszy scenariusz        | Piotr Sułkowski                       | Pobaw się ze mną                                                 |
| Najlepszy scenariusz        | Rafał Samusik                         | Real                                                             |
| Najlepszy scenariusz        | Krzysztof Szot                        | Wyłączność                                                       |
| Najlepszy scenariusz        | Paweł Jóźwiak-Rodan, Łukasz Ludkowski | Osiem9                                                           |
| Najlepsze zdjęcia           | Kacper Fertacz                        | Wyłączność                                                       |
| Najlepsze zdjęcia           | Marcin Władyniak                      | Triathlon                                                        |
| Najlepsze zdjęcia           | Marcin Władyniak, Ernest Wilczyński   | MC. Człowiek z winylu                                            |
| Najlepsze zdjęcia           | Weronika Bilska                       | Brzydkie słowa                                                   |
| Najlepsze zdjęcia           | Andrzej Wojciechowski                 | Hanoi-Warszawa                                                   |
| Najlepsze zdjęcia           | Adam Palenta                          | Ciemnego pokoju nie trzeba się bać                               |
| Najlepszy montaż            | Daniel Gąsiorowski                    | Ciemnego pokoju nie trzeba się bać                               |
| Najlepszy montaż            | Rafał Stós                            | Osiem9                                                           |
| Najlepszy montaż            | Marcin Konarzewski                    | Moja biedna głowa                                                |
| Najlepszy montaż            | Przemysław Chruścielewski,            | Brzydkie słowa                                                   |
| Najlepszy montaż            | Cecylia Pacura                        | Triathlon                                                        |
| Najlepsza aktorka           | Mirosława Lombardo                    | Pomiędzy                                                         |
| Najlepsza aktorka           | Karolina Chapko, Paulina Chapko       | Polska nowela filmowa                                            |
| Najlepsza aktorka           | Michalina Rodak                       | Ogrodzenie                                                       |
| Najlepsza aktorka           | Iwona Bielska                         | Nędza                                                            |
| Najlepsza aktorka           | Julia Kijowska                        | Jutro mnie tu nie będzie                                         |
| Najlepszy aktor             | Grzegorz Mielczarek                   | Brzydkie słowa – 4 nominacje                                     |
| Najlepszy aktor             | Maciej Nawrocki                       | Noc życia                                                        |
| Najlepszy aktor             | Przemysław Bluszcz                    | Ciemnego pokoju nie trzeba się bać                               |
| Najlepszy film dokumentalny | Tomasz Wolski                         | Szczęściarze                                                     |
| Najlepszy film dokumentalny | Maciej Cendrowski                     | Spacer z przewodnikiem                                           |
| Najlepszy film dokumentalny | Grzegorz Krawiec                      | Miodowy miesiąc                                                  |
| Najlepszy film dokumentalny | Katarzyna Trzaska                     | 10 lat do Nashville                                              |
| Najlepszy film dokumentalny | Paweł Jóźwiak-Rodan                   | Mama, Tata, Bóg i Szatan                                         |
| Najlepszy film dokumentalny | Paweł Wysoczański                     | W drodze                                                         |
| Najlepszy film animowany    | Maciej Sznadel                        | Wujek -2 nominacje                                               |
| Najlepszy film animowany    | Tomasz Cechowski                      | Teza                                                             |
| Najlepszy film animowany    | Szymon Erdmański                      | The Box                                                          |
| Nagroda Honorowa            | Krzysztof Spór                        | za całokształt działalności na rzecz Polskiego Kina Niezależnego |

### NPKN 2012
| Kategoria                   | Dla                                        | Za                                                               |
| --------------------------- | ------------------------------------------ | ---------------------------------------------------------------- |
| Najlepszy film              | Grzegorz Jaroszuk                          | Opowieści z chłodni                                              |
| Najlepsza reżyseria         | Magnus Arnesen                             | Zaśpiewaj mi do snu                                              |
| Najlepsza reżyseria         | Piotr Bernaś                               | Paparazzi                                                        |
| Najlepsza reżyseria         | Tomasz Jurkiewicz                          | Gdyby ryby miały głos – 2 nominacje                              |
| Najlepsza reżyseria         | Krzysztof Szafraniec                       | Wino                                                             |
| Najlepszy scenariusz        | Grzegorz Jaroszuk                          | Opowieści z chłodni                                              |
| Najlepszy scenariusz        | Natalia Brożyńska                          | Drżące trąby                                                     |
| Najlepszy scenariusz        | Magnus von Horn                            | Bez śniegu                                                       |
| Najlepszy scenariusz        | Natalia Kostenko, Antoni Syrek – Dąbrowski | Koniec świata                                                    |
| Najlepsze zdjęcia           | Marcin Władyniak                           | Opowieści z chłodni                                              |
| Najlepsze zdjęcia           | Filip Cichecki                             | Czwarty Człowiek                                                 |
| Najlepsze zdjęcia           | Ita Zbroniec-Zajt                          | Urodziny                                                         |
| Najlepsze zdjęcia           | Kacper Fertacz                             | Gdyby ryby miały głos                                            |
| Najlepsze zdjęcia           | Karol Stadnik                              | Popatrz na mnie                                                  |
| Najlepszy montaż            | Max Arehn                                  | Bez śniegu                                                       |
| Najlepszy montaż            | Wojciech Wikarek                           | Jubilatki                                                        |
| Najlepszy montaż            | Cezary Grzesiuk                            | Klajmax                                                          |
| Najlepszy montaż            | Justyna Król,                              | Zabawy dziecięce                                                 |
| Najlepsza aktorka           | Irena Jun                                  | Portret z pamięci                                                |
| Najlepsza aktorka           | Sylwia Juszczak                            | Zniknięcie                                                       |
| Najlepsza aktorka           | Maria Seweryn                              | Koniec świata                                                    |
| Najlepsza aktorka           | Ewa Szykulska                              | Gdyby ryby miały głos                                            |
| Najlepszy aktor             | Wojciech Solarz                            | Odwyk                                                            |
| Najlepszy aktor             | Łukasz Chrzuszcz                           | Gdyby ryby miały głos                                            |
| Najlepszy film dokumentalny | Aneta Kopacz, Paweł Popko                  | Spacer                                                           |
| Najlepszy film dokumentalny | Daniel Zieliński                           | Takie życie                                                      |
| Najlepszy film dokumentalny | Małgorzata Goliszewska                     | Ubierz mnie                                                      |
| Najlepszy film animowany    | Krzysztof Szafraniec                       | Wino                                                             |
| Najlepszy film animowany    | Anita Kwiatkowska-Naqvi                    | Protozoa                                                         |
| Najlepszy film animowany    | Beniamin Szwed                             | Rosa Alba                                                        |
| Nagroda Honorowa            | Janusz Zaorski                             | za całokształt działalności na rzecz Polskiego Kina Niezależnego |

### NPKN 2013
| Kategoria                   | Dla                                 | Za                          |
| --------------------------- | ----------------------------------- | --------------------------- |
| Najlepszy film              | Paweł Wysoczański                   | Kiedyś będziemy szczęśliwi  |
| Najlepsza reżyseria         | Paweł Jóźwiak-Rodan                 | Agnieszki tu nie ma         |
| Najlepsza reżyseria         | Mateusz Głowacki                    | Kiedy ranne wstają zorze    |
| Najlepsza reżyseria         | Mateusz Głowacki                    | Ryszard                     |
| Najlepsza reżyseria         | Sylwester Jakimow                   | Koleżanki                   |
| Najlepsza reżyseria         | Piotr Ryczko                        | Potwór                      |
| Najlepszy scenariusz        | Iwo Kondefer                        | Wszystko                    |
| Najlepszy scenariusz        | Piotr Chrzan                        | Nocna wizyta                |
| Najlepszy scenariusz        | Aleksandra Terpińska                | Święto zmarłych             |
| Najlepszy scenariusz        | Paweł Ziemilski, Wojciech Ziemilski | Szwedzka robota             |
| Najlepsze zdjęcia           | Bartosz Bieniek                     | Święto zmarłych             |
| Najlepsze zdjęcia           | Nicolas Villegas Hernandez          | Potwór – podwójna nominacja |
| Najlepsze zdjęcia           | Kuba Pietrzak                       | Tu gdzie jestem             |
| Najlepsze zdjęcia           | Patryk Jordanowicz                  | Podróż z bagażem podręcznym |
| Najlepszy montaż            | Cezary Kowalczuk, Piotr Ryczko      | Potwór                      |
| Najlepszy montaż            | Filip K. Kasperaszek                | Szwedzka robota             |
| Najlepszy montaż            | Grzegorz Szczepaniak                | Póki wilk syty              |
| Najlepszy montaż            | Tymek Wiskirski                     | 3 dni wolności              |
| Najlepsza aktorka           | dla zespołu aktorskiego             | Kiedy ranne wstają zorze    |
| Najlepsza aktorka           | Martyna Peszko                      | Póki wilk syty              |
| Najlepsza aktorka           | Marta Ścisłowicz                    | Strona A                    |
| Najlepsza aktorka           | Joanna Trzepiecińska                | Notoryczni Debiutanci       |
| Najlepszy aktor             | Tomasz Schuchardt                   | Idziemy na wojnę!           |
| Najlepszy aktor             | Marek Kossakowski                   | Barbakan                    |
| Najlepszy aktor             | dla zespołu aktorskiego             | Kiedy ranne wstają zorze    |
| Najlepszy aktor             | Jarosław Gajewski                   | Nocna wizyta                |
| Najlepszy film dokumentalny | Radka Franczak                      | Gdzie jest Sonia            |
| Najlepszy film dokumentalny | Paweł Wysoczański                   | Kiedyś będziemy szczęśliwi  |
| Najlepszy film dokumentalny | Łukasz Borowski                     | 3 dni wolności              |
| Najlepszy film animowany    | Agata Prętka                        | Porozmawiaj z nim           |
| Najlepszy film animowany    | Anca Damian                         | Droga na drugą stronę       |
| Najlepszy film animowany    | Piotr Szczepanowicz                 | Dróżnik                     |
| Najlepszy film animowany    | Michał Mróz                         | Zgrzyt                      |

### NPKN 2014
| Kategoria                   | Dla                            | Za                          |
| --------------------------- | ------------------------------ | --------------------------- |
| Najlepszy film              | Matej Bobrik                   | Odwiedziny                  |
| Najlepsza reżyseria         | Tomasz Jeziorski               | Obóz                        |
| Najlepsza reżyseria         | Patryk Jurek                   | Vocuus                      |
| Najlepsza reżyseria         | Bartłomiej Ignaciuk            | Chomik                      |
| Najlepsza reżyseria         | Julia Kolberger                | Mazurek                     |
| Najlepsza reżyseria         | Kuba Zubrzycki                 | Terminal                    |
| Najlepsza reżyseria         | Bartek Tryzna                  | Franek                      |
| Najlepsza reżyseria         | Wojciech Jagiełło              | Zasady gry                  |
| Najlepsza reżyseria         | Adam Palenta                   | Życie stylem dowolnym       |
| Najlepszy scenariusz        | Patryk Jurek, Agata Rudniewska | Vocuus                      |
| Najlepszy scenariusz        | Marcin Mikulski                | Leon i Barbara              |
| Najlepszy scenariusz        | Bartłomiej Ignaciuk            | Chomik                      |
| Najlepszy scenariusz        | Jakub Pączek                   | 128. szczur                 |
| Najlepszy scenariusz        | Julia Kolberger                | Mazurek                     |
| Najlepszy scenariusz        | Jędrzej Bączyk                 | Kojot                       |
| Najlepsze zdjęcia           | Filip Dróżdż                   | Terminal                    |
| Najlepsze zdjęcia           | Filip Dróżdż                   | Życie stylem dowolnym       |
| Najlepsze zdjęcia           | Weronika Bilska                | Smutne potwory              |
| Najlepsze zdjęcia           | Adam Sienicki                  | Odwiedziny                  |
| Najlepszy montaż            | Wojciech Włodarski             | Chomik                      |
| Najlepszy montaż            | Katarzyna Śpioch               | Pocałunek                   |
| Najlepszy montaż            | Grzegorz Zariczny              | Nasza zima zła              |
| Najlepszy montaż            | Mathias Mezler                 | De facto                    |
| Najlepszy montaż            | Stefan Paruch                  | Zasady gry                  |
| Najlepsza aktorka           | Kinga Preis                    | Mazurek                     |
| Najlepsza aktorka           | Lidia Olszak                   | Nasza zima zła              |
| Najlepsza aktorka           | Ewa Szykulska                  | Ludzie normalni             |
| Najlepsza aktorka           | Agnieszka Żulewska             | Pocałunek                   |
| Najlepszy aktor             | Maciej Stuhr                   | Vocuus – podwójna nominacja |
| Najlepszy aktor             | Rafał Fudalej                  | Żar                         |
| Najlepszy aktor             | Tomek Schuchardt               | Zasady gry                  |
| Najlepszy aktor             | Michał Kopczyński              | Kojot                       |
| Najlepszy film dokumentalny | Mateusz Głowacki               | Sonda o kobietach           |
| Najlepszy film dokumentalny | Małgorzata Kozera              | Księżniczka i mur           |
| Najlepszy film dokumentalny | Tomasz Jeziorski               | Obóz                        |
| Najlepszy film dokumentalny | Dorota Petrus, Bogdan Lęcznar  | Dom                         |
| Najlepszy film animowany    | Jakub Wroński                  | Tajemnica góry Malakka      |
| Najlepszy film animowany    | Tessa Moult-Milewska           | Konstruktor                 |
| Najlepszy film animowany    | Paweł Dębski                   | Drwal                       |
| Najlepszy film animowany    | Balbina Bruszewska             | Dobro, Piękno, Prawda       |

### NPKN 2015
| Kategoria                   | Dla                                       | Za                                 |
| --------------------------- | ----------------------------------------- | ---------------------------------- |
| Najlepszy film              | Aneta Kopacz                              | Joanna                             |
| Najlepsza reżyseria         | Paweł Maślona                             | Magma                              |
| Najlepsza reżyseria         | Aleksander Pietrzak                       | Mocna kawa wcale nie jest taka zła |
| Najlepsza reżyseria         | Aga Woszczyńska                           | Fragmenty                          |
| Najlepsza reżyseria         | Katarzyna Gondek                          | Hosanna                            |
| Najlepszy scenariusz        | Ivo Krankowski, Kuba Gryżewski            | Wspomnienie poprzedniego lata      |
| Najlepszy scenariusz        | Michał Ogórek, Bartosz Konopka            | Z łóżka powstałeś                  |
| Najlepszy scenariusz        | Kazimierz i Maria Zbąscy                  | Psubrat                            |
| Najlepszy scenariusz        | Kordian Kądziela                          | Larp                               |
| Najlepsze zdjęcia           | Łukasz Żal                                | Joanna                             |
| Najlepsze zdjęcia           | Igor Połaniewicz                          | Obcy                               |
| Najlepsze zdjęcia           | Tomasz Wolski, Piotr Stasik               | Dziennik z podróży                 |
| Najlepsze zdjęcia           | Bartosz Świniarski                        | Fragmenty                          |
| Najlepsze zdjęcia           | Mateusz Skalski                           | Moja Wola                          |
| Najlepsze zdjęcia           | Jakub Lorenc                              | Paranoia                           |
| Najlepszy montaż            | Paweł Maślona                             | Magma                              |
| Najlepszy montaż            | Kacper Plawgo                             | Obcy                               |
| Najlepszy montaż            | Mateusz Rybka                             | Mocna kawa wcale nie jest taka zła |
| Najlepszy montaż            | Arkadiusz Bartosiak                       | Delegacja                          |
| Najlepszy montaż            | Jerzy Zawadzki                            | Moja Wola                          |
| Najlepszy montaż            | Ena Kielska                               | (Never) Ending Poland              |
| Najlepsza aktorka           | Izabela Kuna                              | Wspomnienie poprzedniego lata      |
| Najlepsza aktorka           | Agnieszka Żulewska                        | Fragmenty                          |
| Najlepsza aktorka           | Magdalena Popławska                       | Wulkan                             |
| Najlepsza aktorka           | Agnieszka Krukówna                        | Psubrat                            |
| Najlepsza aktorka           | Katarzyna Sawczuk                         | Gównojady                          |
| Najlepszy aktor             | Łukasz Simlat                             | Magma – 3 nominacje                |
| Najlepszy aktor             | Adam Bobik                                | Mały Palec                         |
| Najlepszy aktor             | Marcel Borowiec                           | Larp                               |
| Najlepszy film dokumentalny | Aneta Kopacz                              | Joanna – 2 nominacje               |
| Najlepszy film dokumentalny | Michał Szcześniak                         | Punkt wyjścia                      |
| Najlepszy film dokumentalny | Piotr Stasik                              | Dziennik z podróży                 |
| Najlepszy film dokumentalny | Aleksander Prugar                         | 12 metrów 45 centymetrów           |
| Najlepszy film animowany    | Wojciech Wojtkowski                       | Ex Animo                           |
| Najlepszy film animowany    | Alicja Błaszczyńska                       | Pac!                               |
| Najlepszy film animowany    | Barbara Mydlak                            | Pochleba                           |
| Najlepszy film animowany    | Sebastian Kwidziński, Marcin Roszczyniała | Fabryka                            |

### NPKN 2016
| Kategoria                   | Dla                                      | Za                                   |
| --------------------------- | ---------------------------------------- | ------------------------------------ |
| Najlepszy film              | Hanna Polak                              | Nadejdą lepsze czasy                 |
| Najlepsza reżyseria         | Zofia Pręgowska                          | Niewidzialne                         |
| Najlepsza reżyseria         | Anna Morawiec                            | To byłoby coś pięknego               |
| Najlepsza reżyseria         | Damian Kocur                             | To, czego chcę – 2 nominacje         |
| Najlepsza reżyseria         | Kacper Lisowski                          | Ojcze Masz                           |
| Najlepsza reżyseria         | Filip Gieldon                            | Luna                                 |
| Najlepszy scenariusz        | Vahram Mkhitaryan, Aleksandra Majdzińska | Mleczny brat                         |
| Najlepszy scenariusz        | Miłosz Sakowski, Marcin Kubawski         | Dzień babci                          |
| Najlepszy scenariusz        | Piotr Dumała                             | Hipopotamy                           |
| Najlepszy scenariusz        | Agnieszka Maśkovic                       | Miranda                              |
| Najlepsze zdjęcia           | Łukasz Żal                               | Arena                                |
| Najlepsze zdjęcia           | Jakub Stolecki                           | Obiekt                               |
| Najlepsze zdjęcia           | Jacek Podgórski                          | Moloch                               |
| Najlepsze zdjęcia           | Paweł Szkolik                            | Tam gdzie świeci słońce              |
| Najlepsze zdjęcia           | Hanna Polak                              | Nadejdą lepsze czasy                 |
| Najlepszy montaż            | Joanna Więckowska                        | Antek                                |
| Najlepszy montaż            | Ziemowit Jaworski                        | Mleczny brat                         |
| Najlepszy montaż            | Piotr Bernaś                             | Arena                                |
| Najlepszy montaż            | Katarzyna Boniecka                       | Obiekt                               |
| Najlepszy montaż            | Tomasz Boniewski                         | Pancerz                              |
| Najlepszy montaż            | Adam Palenta, Agnieszka Glińska          | Dom na głowie                        |
| Najlepszy montaż            | Paweł Laskowski                          | Moloch                               |
| Najlepsza aktorka           | Anna Dymna                               | Dzień babci                          |
| Najlepsza aktorka           | Jolanta Łoskot                           | To, czego chcę                       |
| Najlepsza aktorka           | Anna Próchniak                           | Luna                                 |
| Najlepszy aktor             | Stanisław Cywka                          | Antek                                |
| Najlepszy aktor             | Adam Bobik                               | Charon                               |
| Najlepszy aktor             | Manuk Qishmishyan                        | Mleczny brat                         |
| Najlepszy aktor             | Ariel Makara                             | To, czego chcę                       |
| Najlepszy film dokumentalny | Zofia Pręgowska                          | Niewidzialne                         |
| Najlepszy film dokumentalny | Anna Morawiec                            | To byłoby coś pięknego               |
| Najlepszy film dokumentalny | Kamil Krukowski                          | Fabio’s videos                       |
| Najlepszy film dokumentalny | Petro Aleksowski                         | Macedończyk                          |
| Najlepszy film dokumentalny | Marta Prus                               | Mów do mnie                          |
| Najlepszy film animowany    | Agnieszka Waszczeniuk                    | Kokieteria, czyli jak kobiety uwodzą |
| Najlepszy film animowany    | Sylwia Gaweł                             | Udomowienie                          |
| Najlepszy film animowany    | Agnieszka Borowa                         | Dom                                  |

### NPKN 2017
NPKN za rok 2016
| Kategoria                   | Dla                                                  | Za                                   |
| --------------------------- | ---------------------------------------------------- | ------------------------------------ |
| Najlepszy film              | Karolina Bielawska                                   | Mów mi Marjanna                      |
| Najlepsza reżyseria         | Monika Pawluczuk                                     | Koniec świata                        |
| Najlepsza reżyseria         | Stanisław Cuske                                      | Pod żaglami                          |
| Najlepsza reżyseria         | Karolina Bielawska                                   | Mów mi Marjanna                      |
| Najlepsza reżyseria         | Marta Prus                                           | Ciepło – zimno                       |
| Najlepsza reżyseria         | Klara Kochańska                                      | Lokatorki                            |
| Najlepsza reżyseria         | Mateusz Rakowicz                                     | Romantik                             |
| Najlepszy scenariusz        | Ada Krawczuk, Adam Krawczuk, Artur Petz              | FOLLOW#ME                            |
| Najlepszy scenariusz        | Klara Kochańska, Kasper Bajon                        | Lokatorki                            |
| Najlepszy scenariusz        | Damian Kocur, współpraca Waldemar Kazubek            | To, czego chcę                       |
| Najlepszy scenariusz        | Monika Majorek                                       | Pierwsze                             |
| Najlepszy scenariusz        | Aleksandra Terpińska                                 | Ameryka                              |
| Najlepszy scenariusz        | Michał Łubiński                                      | Bed side story                       |
| Najlepsze zdjęcia           | Jarosław Grześkowiak                                 | Czas                                 |
| Najlepsze zdjęcia           | Marcin Filipowicz, Weronika Bilska, Marcin Łaskawiec | Trampkarze                           |
| Najlepsze zdjęcia           | Bartosz Bieniek                                      | Ameryka                              |
| Najlepsze zdjęcia           | Adam Suzin                                           | Ciepło – zimno                       |
| Najlepsze zdjęcia           | Tomasz Ślesicki                                      | Pierwsze                             |
| Najlepsze zdjęcia           | Michał Dymek                                         | Adaptacja                            |
| Najlepsze zdjęcia           | Jakub Czerwiński                                     | Romantik                             |
| Najlepszy montaż            | Artur Petz                                           | FOLLOW#ME                            |
| Najlepszy montaż            | Agnieszka Glińska, Marcin Latanik                    | Koniec świata                        |
| Najlepszy montaż            | Grzegorz Tatar                                       | Spowiedź                             |
| Najlepszy montaż            | Przemysław Chruścielewski                            | Ameryka                              |
| Najlepszy montaż            | Janusz Czubak                                        | Czarnoksiężnik z krainy U.S.         |
| Najlepsza aktorka           | Magdalena Berus                                      | Ciepło – zimno                       |
| Najlepsza aktorka           | Julianna Dorosz                                      | Spowiedź                             |
| Najlepsza aktorka           | Nikola Raczko                                        | Kroki                                |
| Najlepsza aktorka           | Justyna Wasilewska                                   | Romantik                             |
| Najlepszy aktor             | Olaf Marchwicki                                      | Złe uczynki                          |
| Najlepszy aktor             | Robert Więckiewicz                                   | Romantik                             |
| Najlepszy film dokumentalny | Vita Maria Drygas                                    | Piano                                |
| Najlepszy film dokumentalny | Monika Pawluczuk                                     | Koniec świata                        |
| Najlepszy film dokumentalny | Stanisław Cuske                                      | Wyścig                               |
| Najlepszy film animowany    | Marcin Podolec                                       | Olbrzym                              |
| Najlepszy film animowany    | Michał Wójcicki                                      | Reveille                             |
| Najlepszy film animowany    | Marcin Podolec                                       | Dokument                             |
| Najlepszy film animowany    | Marta Pajek                                          | Figury niemożliwe i inne historie II |

### NPKN 2018
NPKN za rok 2017
| Kategoria                   | Dla                                             | Za                             |
| --------------------------- | ----------------------------------------------- | ------------------------------ |
| Najlepszy film              | Anna Zamecka                                    | Komunia                        |
| Najlepsza reżyseria         | Anna Zamecka                                    | Komunia                        |
| Najlepsza reżyseria         | Aleksandra Terpińska                            | Najpiękniejsze fajerwerki ever |
| Najlepsza reżyseria         | Pawlina Carlucci Sforza i Magdalena Lubańska    | Nie sądzić                     |
| Najlepsza reżyseria         | Damian Kocur                                    | Nic nowego pod słońcem         |
| Najlepsza reżyseria         | Tomasz Gąssowski                                | Baraż                          |
| Najlepszy scenariusz        | Tomasz Gąssowski                                | Baraż                          |
| Najlepszy scenariusz        | Marek Skrzecz                                   | Amerykański sen                |
| Najlepszy scenariusz        | Piotr Domalewski                                | Złe uczynki                    |
| Najlepszy scenariusz        | Roman Przylipiak, Grzegorz Bogdał               | Jerry                          |
| Najlepsze zdjęcia           | Weronika Bilska                                 | Lila                           |
| Najlepsze zdjęcia           | Małgorzata Szyłak                               | Komunia                        |
| Najlepsze zdjęcia           | Michał Dymek                                    | Najpiękniejsze fajerwerki ever |
| Najlepsze zdjęcia           | Michał Sosna                                    | Hycel                          |
| Najlepsze zdjęcia           | Kacper Sędzielewski                             | Powrót                         |
| Najlepsze zdjęcia           | Adam Palenta                                    | Nazywam się Julita             |
| Najlepsze zdjęcia           | Weronika Bilska                                 | Więzi                          |
| Najlepszy montaż            | Wojciech Jagiełło                               | Lila                           |
| Najlepszy montaż            | Katarzyna Boniecka                              | Pierwszy Polak na Marsie       |
| Najlepszy montaż            | Magdalena Chowańska                             | Najpiękniejsze fajerwerki ever |
| Najlepszy montaż            | Rafał Pogodziński                               | Redaktor                       |
| Najlepszy montaż            | Agnieszka Glińska, Anna Zamecka, Wojciech Janas | Komunia                        |
| Najlepszy montaż            | Alex Katerynchuk                                | Świt                           |
| Najlepszy montaż            | Wojciech Janas                                  | NDR                            |
| Najlepsza aktorka           | Celina Puszczyńska                              | Lila                           |
| Najlepsza aktorka           | Magdalena Czerwińska                            | Powrót                         |
| Najlepsza aktorka           | Aleksandra Konieczna                            | Nazywam się Julita             |
| Najlepsza aktorka           | Marta Kosińska                                  | Pola                           |
| Najlepszy aktor             | Oliwier Kozłowski                               | Baraż                          |
| Najlepszy aktor             | Krzysztof Kowalewski                            | Ja i mój tata                  |
| Najlepszy aktor             | Janusz Chabior                                  | Hycel                          |
| Najlepszy aktor             | Jacek Borusiński                                | Baraż                          |
| Najlepszy film dokumentalny | Julia Staniszewska                              | Trzy rozmowy o życiu           |
| Najlepszy film dokumentalny | Anna Zamecka                                    | Komunia                        |
| Najlepszy film dokumentalny | Marek Skrzecz                                   | Amerykański sen                |
| Najlepszy film dokumentalny | Weronika Bilska                                 | Więzi                          |
| Najlepszy film animowany    | Piotr Loc i Hoang Ngoc                          | Gyros dance                    |
| Najlepszy film animowany    | Sławomir Shuty i Tomasz Bochniak                | Cargo                          |
| Najlepszy film animowany    | Natalia Brożyńska                               | Doradcy króla Hydropsa         |

### NPKN 2019
NPKN za rok 2018
| Kategoria                   | Dla                                | Za                           |
| --------------------------- | ---------------------------------- | ---------------------------- |
| Najlepszy film              | Emi Buchwald                       | Heimat                       |
| Najlepsza reżyseria         | Wojciech Klimala                   | Hugo                         |
| Najlepsza reżyseria         | Milena Dutkowska                   | Bogdan i Róża                |
| Najlepsza reżyseria         | Bartosz Nowacki                    | Na drodze                    |
| Najlepsza reżyseria         | Jakub Radej                        | Sweet home Czyżewo           |
| Najlepsza reżyseria         | Kamila Chojnacka                   | Dziku                        |
| Najlepsza reżyseria         | Emi Buchwald                       | Heimat                       |
| Najlepsza reżyseria         | Marta Prus                         | Over the limit               |
| Najlepszy scenariusz        | Kordian Kądziela                   | Fusy                         |
| Najlepszy scenariusz        | Piotr Domalewski                   | 60 kilo niczego              |
| Najlepszy scenariusz        | Maciej Buchwald                    | Szczęście                    |
| Najlepszy scenariusz        | Olga Chajdas                       | Kobieta budzi się rano       |
| Najlepszy scenariusz        | Jakub Radej                        | Sweet home Czyżewo           |
| Najlepszy scenariusz        | Agnieszka Elbanowska               | Relax                        |
| Najlepsze zdjęcia           | Mateusz Wajda                      | Hugo                         |
| Najlepsze zdjęcia           | Bartosz Świniarski                 | 60 kilo niczego              |
| Najlepsze zdjęcia           | Maciej Twardowski                  | Deer boy                     |
| Najlepsze zdjęcia           | Tomasz Nowak                       | Okna, okna                   |
| Najlepsze zdjęcia           | Sławomir Witek                     | Nowy Bronx                   |
| Najlepsze zdjęcia           | Tomasz Gajewski                    | Heimat                       |
| Najlepszy montaż            | Kacper Plawgo                      | Na jagody                    |
| Najlepszy montaż            | Bartosz Pietras, Marcin Sucharski  | Hugo                         |
| Najlepszy montaż            | Piotr Kmiecik                      | 60 kilo niczego              |
| Najlepszy montaż            | Paweł Laskowski                    | Odprawa                      |
| Najlepszy montaż            | Julia Bui, Mai Bui                 | Świtezianka                  |
| Najlepszy montaż            | Jakub Kopeć                        | Dziku                        |
| Najlepszy montaż            | Kuba Radej                         | Proch                        |
| Najlepsza aktorka           | Magdalena Czerwińska               | Spitsbergen                  |
| Najlepsza aktorka           | Izabela Kuna                       | Kobieta budzi się rano       |
| Najlepsza aktorka           | Hanna Konarowska                   | Tamtej nocy                  |
| Najlepsza aktorka           | Irena Melcer                       | Ukołysz mnie                 |
| Najlepsza aktorka           | Natalia Jędruś                     | F 63.9                       |
| Najlepszy aktor             | Janusz Chabior                     | Fusy                         |
| Najlepszy aktor             | Grzegorz Damięcki                  | 60 kilo niczego              |
| Najlepszy aktor             | Eryk Maj                           | Deer boy                     |
| Najlepszy aktor             | Adam Bobik                         | Sweet home Czyżewo           |
| Najlepszy aktor             | Wojciech Solarz                    | Okna, okna                   |
| Najlepszy aktor             | Łukasz Lewandowsk                  | Relax                        |
| Najlepszy film dokumentalny | Jakub Radej                        | Proch                        |
| Najlepszy film dokumentalny | Wojciech Klimala                   | Hugo                         |
| Najlepszy film dokumentalny | Piotr Małecki                      | Jerzy i Jerzy na jeziorach   |
| Najlepszy film dokumentalny | Marta Prus                         | Over the limit               |
| Najlepszy film dokumentalny | Grzegorz Piekarski, Zeinab Pasdar  | Pasdar                       |
| Najlepszy film animowany    | Paulina Ziółkowska                 | O matko!                     |
| Najlepszy film animowany    | Aleksandra Filipowicz, Konrad Ożgo | No weź Kasia, co Ci szkodzi! |
| Najlepszy film animowany    | Agata Mianowska                    | Norma                        |
| Najlepszy film animowany    | Alicja Błaszczyńska                | Błoto                        |

### NPKN 2020
NPKN za rok 2019
| Kategoria                   | Dla                                                                        | Za                                                      |
| --------------------------- | -------------------------------------------------------------------------- | ------------------------------------------------------- |
| Najlepszy film              | reż. Dmytro Sukholytkyy-Sobchuk, prod. Jerzy Kapuściński i Ewa Jastrzębska | Sztangista                                              |
| Najlepsza reżyseria         | Jakub Piątek                                                               | Users                                                   |
| Najlepsza reżyseria         | Marta Prus                                                                 | Over The Limit                                          |
| Najlepsza reżyseria         | David Tejer                                                                | Ukołysz Mnie                                            |
| Najlepsza reżyseria         | Damian Kocur                                                               | 1410                                                    |
| Najlepsza reżyseria         | Piotr Dylewski                                                             | Zgniłe Uszy                                             |
| Najlepsza reżyseria         | Marcin Mikulski                                                            | Marcel                                                  |
| Najlepsza reżyseria         | Jędrzej Ziembiński                                                         | Czyste                                                  |
| Najlepszy scenariusz        | Jakub Piątek, Dobromir Dymecki i Łukasz Czapski                            | Users                                                   |
| Najlepszy scenariusz        | David Tejer                                                                | Ukołysz Mnie                                            |
| Najlepszy scenariusz        | Piotr Milczarek                                                            | Deszcz                                                  |
| Najlepszy scenariusz        | Iwo Kondefer                                                               | Też coś dla ciebie mam                                  |
| Najlepszy scenariusz        | Maria Wider                                                                | We mnie                                                 |
| Najlepszy scenariusz        | Jan Bujnowski                                                              | Krzyżówka                                               |
| Najlepsze zdjęcia           | Michał Rytel-Przełomiec                                                    | Sztangista                                              |
| Najlepsze zdjęcia           | Adam Suzin                                                                 | Over The Limit                                          |
| Najlepsze zdjęcia           | Bartosz Świniarski                                                         | Odbicie                                                 |
| Najlepsze zdjęcia           | Stanisław Cuske                                                            | Tama                                                    |
| Najlepsze zdjęcia           | Stanisław Cuske                                                            | Koniec sezonu                                           |
| Najlepsze zdjęcia           | Mateusz Skalski                                                            | Moje serce                                              |
| Najlepsze zdjęcia           | Karol Łakomiec                                                             | Brzuch straszliwej maszyny wykrwawiającej się na śmierć |
| Najlepszy montaż            | Urszula Klimek-Piątek                                                      | Users                                                   |
| Najlepszy montaż            | Maciej Pawliński                                                           | Over The Limit                                          |
| Najlepszy montaż            | Sabina Filipowicz i Kamil Grzybowski                                       | Połączeni                                               |
| Najlepszy montaż            | Piotr Wójcik i Bartłomiej Piasek                                           | Jazda obowiązkowa                                       |
| Najlepszy montaż            | Aleksandra Idzikowska                                                      | Nie zmieniaj tematu                                     |
| Najlepszy montaż            | Miłosz Janiec                                                              | Elizabeth                                               |
| Najlepsza aktorka           | Maja Pankiewicz                                                            | Users                                                   |
| Najlepsza aktorka           | Justyna Janowska                                                           | Też coś dla ciebie mam                                  |
| Najlepsza aktorka           | Wiktoria Gorodeckaja                                                       | Ostatni Klient                                          |
| Najlepsza aktorka           | Sandra Korzeniak                                                           | Jaskinia żółwi                                          |
| Najlepsza aktorka           | Anna Moskal                                                                | Też coś dla ciebie mam                                  |
| Najlepsza aktorka           | Rozalia Mierzicka                                                          | Moje serce                                              |
| Najlepsza aktorka           | Maria Mamona                                                               | Elizabeth                                               |
| Najlepszy aktor             | Dobromir Dymecki                                                           | Users                                                   |
| Najlepszy aktor             | Julian Świeżewski                                                          | Zwykłe losy Zofii                                       |
| Najlepszy aktor             | Piotr Żurawski                                                             | Marcel                                                  |
| Najlepszy aktor             | Ryszard Ronczewski                                                         | TAK.BLISKO                                              |
| Najlepszy film dokumentalny | Karol Lindholm                                                             | Wnętrze lwa                                             |
| Najlepszy film dokumentalny | Marta Prus                                                                 | Over The Limit                                          |
| Najlepszy film dokumentalny | Rafał Łysak                                                                | Miłość bezwarunkowa                                     |
| Najlepszy film dokumentalny | Grzegorz Paprzycki                                                         | Mój kraj taki piękny                                    |
| Najlepszy film dokumentalny | Klaudia Kęska                                                              | Casting                                                 |
| Najlepszy film animowany    | Marcin Podolec                                                             | Colaholic                                               |
| Najlepszy film animowany    | Julia Orlik                                                                | Mój dziwny starszy brat                                 |
| Najlepszy film animowany    | Kamil Wójcik                                                               | Ta koszmarna niedziela”                                 |
| Najlepszy film animowany    | Tomasz Popakul                                                             | Acid rain                                               |
| Najlepszy film animowany    | Marta Pajek                                                                | III                                                     |
| Najlepszy film animowany    | Damian Krakowiak                                                           | Silny niezależny kosmos                                 |

Źródło

### NPKN 2021
NPKN za rok 2020 i 2021
| Kategoria                   | Dla                                                                                              | Za                                        |
| --------------------------- | ------------------------------------------------------------------------------------------------ | ----------------------------------------- |
| Najlepszy film              | reż. Michał Ciechomski, prod. Krystyna Doktorowicz, Ewa Krzemińska, Maria Puch, Matylda Jastrząb | Uległość                                  |
| Najlepsza reżyseria         | Kamila Tarabura                                                                                  | Chodźmy w noc                             |
| Najlepsza reżyseria         | Grzegorz Piekarski                                                                               | Niewolnik                                 |
| Najlepsza reżyseria         | Antonio Galdamez                                                                                 | Noamia                                    |
| Najlepsza reżyseria         | Damian Kocur                                                                                     | Dalej jest dzień                          |
| Najlepsza reżyseria         | Maria Wider                                                                                      | We mnie                                   |
| Najlepsza reżyseria         | Katarzyna Warzecha                                                                               | We have one heart                         |
| Najlepsza reżyseria         | Mateusz Kułacz                                                                                   | Psychomachia                              |
| Najlepsza reżyseria         | Tomasz Wolski                                                                                    | Problem                                   |
| Najlepsza reżyseria         | Jakub Radej                                                                                      | Rykoszety                                 |
| Najlepszy scenariusz        | Tadeusz Łysiak                                                                                   | Sukienka                                  |
| Najlepszy scenariusz        | Damian Kosowski                                                                                  | Zanim zasnę                               |
| Najlepszy scenariusz        | Michał Ciechomski                                                                                | Uległość                                  |
| Najlepszy scenariusz        | Maria Wider                                                                                      | We mnie                                   |
| Najlepszy scenariusz        | Olga Bołądź, Magdalena Lamparska, Julita Olszewska, Jowita Radzińska                             | Alicja i Żabka                            |
| Najlepszy scenariusz        | Milena Dutkowska                                                                                 | Fikołek                                   |
| Najlepszy scenariusz        | Katarzyna Tybinka                                                                                | Problem                                   |
| Najlepszy scenariusz        | Katarzyna Warzecha                                                                               | We have one heart                         |
| Najlepsze zdjęcia           | Stanisław Cuske                                                                                  | Wschód zachód                             |
| Najlepsze zdjęcia           | Martyna Jakimowska                                                                               | Ostatni gwizdek                           |
| Najlepsze zdjęcia           | Piotr Niemyjski                                                                                  | Alicja i żabka                            |
| Najlepsze zdjęcia           | Kamil Małecki                                                                                    | Ostatnie dni lata                         |
| Najlepsze zdjęcia           | Paweł Grabarek                                                                                   | Nie moja bajka                            |
| Najlepsze zdjęcia           | Kajetan Plis                                                                                     | Noamia                                    |
| Najlepsze zdjęcia           | Paweł Chorzępa                                                                                   | Synek                                     |
| Najlepsze zdjęcia           | Wojciech Staroń                                                                                  | Problem                                   |
| Najlepsze zdjęcia           | Marcin Lesisz                                                                                    | Rykoszety                                 |
| Najlepszy montaż            | Nikodem Chabior                                                                                  | Niewolnik                                 |
| Najlepszy montaż            | Paweł Laskowski, Damian Kocur                                                                    | Dalej jest dzień                          |
| Najlepszy montaż            | Dominik Jagodziński                                                                              | Pokój                                     |
| Najlepszy montaż            | Aleksandra Idzikowska                                                                            | Nie zmieniaj tematu                       |
| Najlepszy montaż            | Tomasz Kolak                                                                                     | Noamia                                    |
| Najlepszy montaż            | Agata Cierniak i Alan Zejer                                                                      | Synek                                     |
| Najlepsza aktorka           | Małgorzata Gorol                                                                                 | We mnie                                   |
| Najlepsza aktorka           | Daria Polunina                                                                                   | Masza                                     |
| Najlepsza aktorka           | Judyta Paradzińska                                                                               | Ondyna                                    |
| Najlepsza aktorka           | Anna Dzieduszycka                                                                                | Sukienka                                  |
| Najlepsza aktorka           | Fatima Gorbenko                                                                                  | Okno z widokiem na ścianę                 |
| Najlepsza aktorka           | Aleksandra Pisula                                                                                | Nad Wisłą                                 |
| Najlepsza aktorka           | Helena Urbańska                                                                                  | Zanim zasnę                               |
| Najlepsza aktorka           | Zoja Szcześniak                                                                                  | Przestrach                                |
| Najlepszy aktor             | Jędrzej Wielecki                                                                                 | Na strajk!                                |
| Najlepszy aktor             | Daniel Namiotko                                                                                  | Noamia                                    |
| Najlepszy aktor             | Bartłomiej Firlet                                                                                | Fikołek                                   |
| Najlepszy aktor             | Bartłomiej Topa                                                                                  | Noamia                                    |
| Najlepszy aktor             | Bartosz Bielenia                                                                                 | Ondyna                                    |
| Najlepszy aktor             | Andrzej Chyra                                                                                    | Niewolnik                                 |
| Najlepszy aktor             | Gustaw Kramin                                                                                    | Czy potwory jedzą kiwi?                   |
| Najlepszy aktor             | Ihor Aronov                                                                                      | Wschód zachód                             |
| Najlepszy film dokumentalny | Ewa Kochańska                                                                                    | Jazda obowiązkowa                         |
| Najlepszy film dokumentalny | Mariusz Rusiński                                                                                 | Julia nad morzem                          |
| Najlepszy film dokumentalny | Paweł Chorzępa                                                                                   | Synek                                     |
| Najlepszy film dokumentalny | Katarzyna Warzecha                                                                               | We have one heart                         |
| Najlepszy film dokumentalny | Dominika Łapka                                                                                   | Dad you’ve never had                      |
| Najlepszy film dokumentalny | Filip Bojarski                                                                                   | Opus Magnum                               |
| Najlepszy film animowany    | Mateusz Jarmulski                                                                                | Łowy                                      |
| Najlepszy film animowany    | Piotr Milczarek                                                                                  | Deszcz                                    |
| Najlepszy film animowany    | Kajetan Pochylski                                                                                | Ostatnie kino                             |
| Najlepszy film animowany    | Julia Orlik                                                                                      | Quidquid Latine dictus sit, altum videtur |
| Najlepszy film animowany    | Katarzyna Warzecha                                                                               | We have one heart                         |
| Najlepszy film animowany    | Kamil Wójcik                                                                                     | Psotnik w szklanej pułapce                |
| Najlepszy film animowany    | Julia Orlik                                                                                      | Jestem tutaj                              |
| Najlepszy film animowany    | Michalina Musialik                                                                               | Psie pole                                 |
| Najlepszy film animowany    | Yuanqing Cai, Nathan Crabot, Houzhi Huang, Mikolaj Janiw, Mandimby Lebon, Theo Tran Ngoc         | Coffin                                    |
| Najlepszy film animowany    | Daria Kopiec                                                                                     | Własne śmieci                             |

Źródło

### NPKN 2022
NPKN za rok 2022
| Kategoria                   | Dla                                                                    | Za                            |
| --------------------------- | ---------------------------------------------------------------------- | ----------------------------- |
| Najlepszy film              | reż. Maria Ornaf, prod. Aleksandra Ostatkiewicz, Michał Ostatkiewicz   | Kiedy obróci się dom          |
| Najlepsza reżyseria         | Maria Wider                                                            | Gęś                           |
| Najlepsza reżyseria         | Piotr Bieliński                                                        | Uwięziona                     |
| Najlepsza reżyseria         | Michał Toczek                                                          | Martwe małżeństwo             |
| Najlepsza reżyseria         | Piotr Trojan                                                           | Synthol                       |
| Najlepsza reżyseria         | Maria Ornaf                                                            | Kiedy obróci się dom          |
| Najlepszy scenariusz        | Piotr Milczarek                                                        | Deszcz                        |
| Najlepszy scenariusz        | Edyta Wróblewska                                                       | Droga                         |
| Najlepszy scenariusz        | Maja Markowska                                                         | Papierosy                     |
| Najlepszy scenariusz        | Karolina Porcari, Krzysztof Szekalski                                  | Victoria                      |
| Najlepszy scenariusz        | Katarzyna Sikorska                                                     | Rozwiązanie/Delivery          |
| Najlepszy scenariusz        | Patrycja Polkowska                                                     | Martwy punkt                  |
| Najlepsze zdjęcia           | Barbara Kaniewska                                                      | Wyraj                         |
| Najlepsze zdjęcia           | Mateusz Kucharski                                                      | Samogłów                      |
| Najlepsze zdjęcia           | Nadia Szymańska                                                        | Milo                          |
| Najlepsze zdjęcia           | Tomasz Pawlik                                                          | Martwe małżeństwo             |
| Najlepsze zdjęcia           | Max Bugajak                                                            | Skowyt                        |
| Najlepszy montaż            | Izabela Pająk                                                          | Stancja                       |
| Najlepszy montaż            | Jakub Ciosiński                                                        | Ten obrazek jest bardzo ładny |
| Najlepszy montaż            | Adam Żądło                                                             | Solar Voyage                  |
| Najlepszy montaż            | Alan Zejer                                                             | Kiedy obróci się dom          |
| Najlepsza aktorka           | Katarzyna Węglicka                                                     | Uczta duchowa                 |
| Najlepsza aktorka           | Sandra Korzeniak                                                       | Gęś                           |
| Najlepsza aktorka           | Maja Wolska                                                            | Gęś                           |
| Najlepsza aktorka           | Marta Kurzak                                                           | Tramwaj                       |
| Najlepsza aktorka           | Paula Brzozowska                                                       | Dzieci i ryby                 |
| Najlepsza aktorka           | Joanna Gonschorek                                                      | Warzywa i owoce               |
| Najlepsza aktorka           | Ewa Konstancja Bułhak                                                  | Tylko do świtu                |
| Najlepszy aktor             | Ihor Aronov                                                            | Wschód zachód                 |
| Najlepszy aktor             | Emil Siennicki                                                         | Mój brat rybak                |
| Najlepszy aktor             | Jakub Zając                                                            | Stancja                       |
| Najlepszy aktor             | Jakub Gąsio                                                            | Bez                           |
| Najlepszy aktor             | Sebastian Stankiewicz                                                  | Martwe małżeństwo             |
| Najlepszy aktor             | Mateusz Czwartosz                                                      | Stagnat                       |
| Najlepszy aktor             | Mateusz Czwartosz                                                      | Dygot                         |
| Najlepszy aktor             | Adam Borysowicz                                                        | Followers. Odpalaj lajwa      |
| Najlepszy aktor             | Ignacy Liss                                                            | Followers. Odpalaj lajwa      |
| Najlepszy film dokumentalny | Bartosz Tryzna i Monika Stpiczyńska                                    | Piach                         |
| Najlepszy film dokumentalny | Jakub Ciosiński                                                        | Ten obrazek jest bardzo ładny |
| Najlepszy film dokumentalny | Monika Proba                                                           | Lata świetlne                 |
| Najlepszy film animowany    | Kinga Syrek                                                            | Za późno                      |
| Najlepszy film animowany    | Kamil Wójcik                                                           | Nocny pociąg bez mięsa        |
| Najlepszy film animowany    | Joanna Polak                                                           | Meblościanka                  |
| Najlepszy film animowany    | Andrzej Jobczyk                                                        | Airborne                      |
| Najlepszy film animowany    | Piotr Tokarz                                                           | Śniło mi się                  |
| Najlepszy film animowany    | Jacek Olejnik, Rafał Sankiewicz, Wojciech Sankiewicz, Bartosz Terlicki | C’est la vie                  |
| Najlepszy film animowany    | Zofia Strzelecka                                                       | Kot                           |

Źródło